# نفيد أكرم
نفيد أكرم (16 مايو 1984 بملتان في باكستان - ) هو لاعب كرة قدم باكستاني في مركز الظهير. شارك مع منتخب باكستان لكرة القدم. أما مع النوادي، فقد لعب مع WAPDA F.C. ‏ وLahore Lajpaals F.C. ‏.

## وصلات خارجية
- نفيد أكرم على موقع قاعدة بيانات كرة القدم.إي يو (الإنجليزية)
- نفيد أكرم على موقع ناشيونال فوتبول تيمز (الإنجليزية)
- نفيد أكرم على موقع GSA (الإنجليزية)